# Der Kennedy-Mord – Mythos und Wahrheit
Der Kennedy-Mord – Mythos und Wahrheit ist ein deutscher Dokumentarfilm von Jörg Müllner und Jean-Christoph Caron aus dem Jahr 2007 über die Theorie, das Attentat auf John F. Kennedy sei eine Verschwörung der amerikanischen Cosa Nostra gewesen.

## Inhalt
Der Dokumentarfilm beleuchtet die These, die Ermordung des US-Präsidenten John F. Kennedy sei ein Mordkomplott der amerikanischen Cosa Nostra, insbesondere des New-Orleans-Mafiabosses Carlos Marcello gewesen, da dessen Bruder Robert „Bobby“ Kennedy als Justizminister zu viel Druck auf die Mafia ausübte. Historiker und Schriftsteller benennen dafür mögliche Motive und schildern die oberflächliche Arbeit der Warren-Kommission und äußern Zweifel an der Einzeltäter-Theorie bezüglich Lee Harvey Oswald.

## Liste der Interviewpartner
- David Wrone – Historiker
- Douglas P. Horne – Schriftsteller
- Edward Kennedy – Jüngster Bruder von John F. Kennedy
- Gary Mack – Kurator im Sixth Floor Museum at Dealey Plaza
- Gore Vidal – Schriftsteller und einstiger Vertrauter von JFK
- Jefferson Morley – Autor
- Lamar Waldron – Historiker und Schriftsteller
- „Nellie“ Connally – First Lady von Texas (1963–1969)
- Oliver Stone – Regisseur von JFK – Tatort Dallas
- Roland J. Zavada – Kodak-Laborchef
- Ronald L. Goldfarb – Ehem. Staatsanwalt im US-Justizministerium

## Hintergrund
Der von History Media GmbH für ZDF produzierte Dokumentarfilm wurde am 18. September 2007 veröffentlicht.